# Street Hassle
Street Hassle é o oitavo álbum de estúdio do músico estadunidense Lou Reed, lançado em fevreiro de 1978 pela gravadora Arista Records. Foi o primeiro LP de rock que usou o chamado sistema de gravação binaural.

## Lista de faixas

### Lado A
1. "Gimmie Some Good Times" – 3:15
2. "Dirt" – 4:43
3. "Street Hassle" – 10:53

### Lado B
1. "I Wanna Be Black" – 2:55
2. "Real Good Time Together" – 3:21
3. "Shooting Star" – 3:11
4. "Leave Me Alone" – 4:44
5. "Wait" – 3:13